# God Rest You Merry, Gentlemen
God Rest You Merry, Gentlemen oder God Rest Ye Merry, Gentlemen ist ein traditionelles englisches Weihnachtslied.

## Geschichte

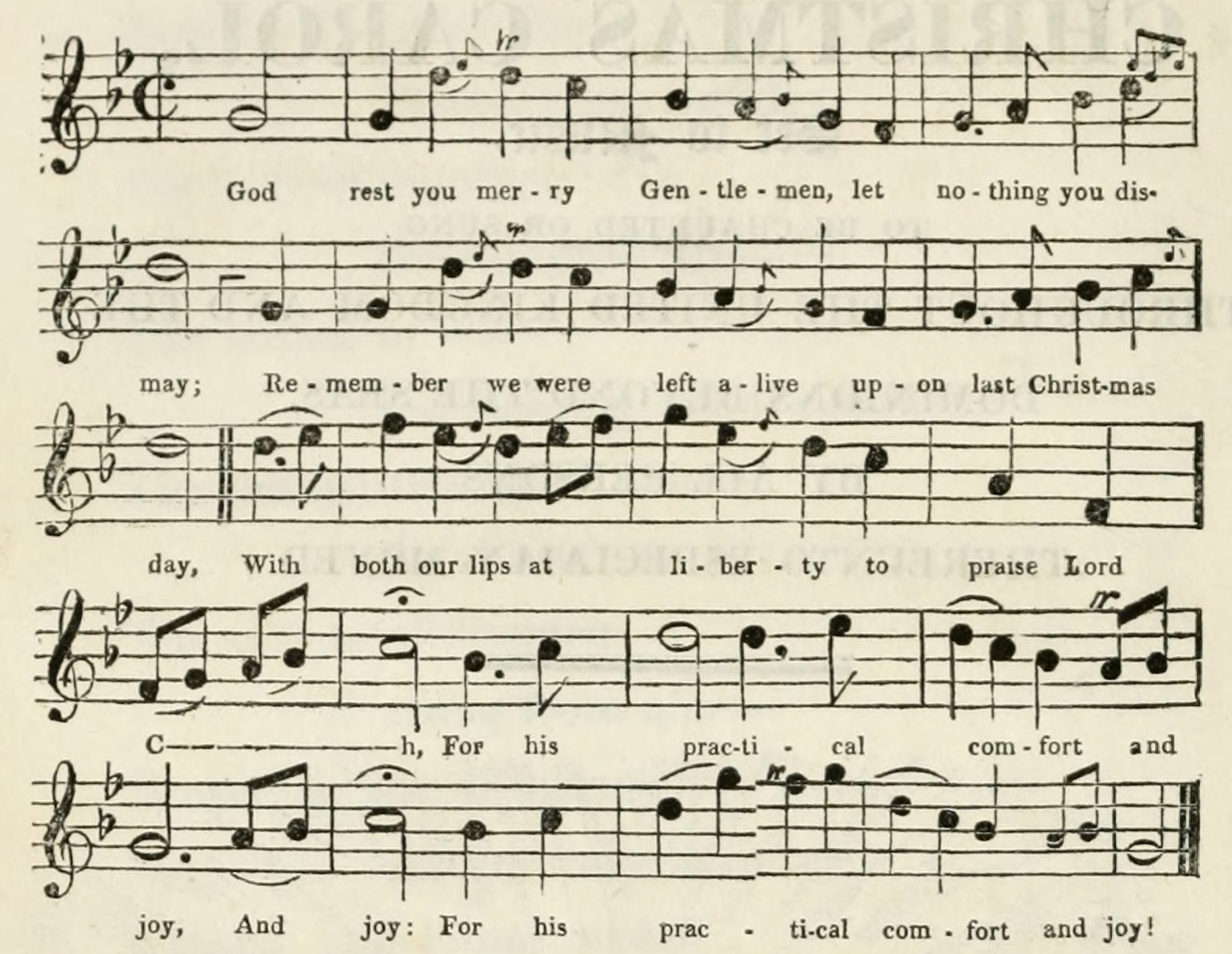
Druck der Melodie mit satirischer Textunterlegung von William Hone (1827)

Obwohl als Entstehungszeit gelegentlich das 15. Jahrhundert vermutet wird, lassen sich Text und Melodie erstmals Mitte des 18. Jahrhunderts nachweisen. Der älteste bekannte Druck ist eine Liedflugschrift um 1760. Eine präziser datierbare Quelle findet sich als Zitat in einer Opernrezension vom November 1764. Der Text nimmt Bezug auf die Verkündung der Geburt an die Schafhirten (Lk 2,8–20 ) und stellt die Bedeutung der Geburt und des Lebens Jesu Christi für das Leben aller Menschen heraus. Die ruhig-getragene Melodie in einer Moll-Tonart bildete zur Entstehungszeit einen Gegensatz zu den eher kantigen Chorälen der Kirche.
Der Text wurde erstmals vollständig 1833 in der von William B. Sandys herausgegebenen Sammlung von Weihnachtsliedern Christmas Carols Ancient and Modern veröffentlicht. Bereits 1823 veröffentlichte William Hone in seinen Ancient Mysteries Described die ersten Zeilen des Liedes unter der Rubrik “List of Christmas carols now annually printed”.
Auch in seiner 1843 erschienenen Weihnachtsgeschichte A Christmas Carol zitiert Charles Dickens das Lied.
Viele Künstler aus den unterschiedlichsten Musikrichtungen haben Aufnahmen dieses Liedes produziert. Auch Parodien des Liedes sind unter anderem in der TV-Serie Dr. House oder im Roman Harry Potter und der Orden des Phönix zu finden.
In parodistischer Absicht benutzt auch Ernest Hemingway den Lied-Titel als Überschrift einer Kurzgeschichte (deutscher Titel: Gott hab euch selig, ihr Herren), die von der christlich-fundamentalistisch motivierten Selbstverstümmelung eines jungen Mannes handelt.

## Liedtext und Melodie
Es gibt dieses Lied in verschiedenen Versionen (Text und Melodie), diese haben in verschiedenen Regionen Englands eine lange Tradition. Am weitesten verbreitet ist die in der Liedersammlung Carols for Choirs von Oxford University Press veröffentlichte Version (dort fehlt allerdings die hier zweite Strophe).
1. God rest you merry, gentlemen,

Let nothing you dismay,

For Jesus Christ our Saviour

Was born upon this day,

To save us all from Satan’s power

When we were gone astray:

O tidings of comfort and joy,

comfort and joy,

O tidings of comfort and joy.

2. In Bethlehem, in Jury,

This blessed Babe was born,

And laid within a manger

Upon this blessed morn,

The which His Mother Mary

Did nothing take in scorn:

O tidings …

3. From God our heavenly Father

A blessed angel came,

And unto certain shepherds

Brought tidings of the same,

How that in Bethlehem was born

The Son of God by name:

O tidings …

4. The shepherds at those tidings

Rejoicéd much in mind,

And left their flocks a-feeding

In tempest, storm and wind,

And went to Bethlehem straightway,

This blessed Babe to find:

O tidings …

5. But when to Bethlehem they came,

Whereat this Infant lay,

They found Him in a manger,

Where oxen feed on hay;

His mother Mary kneeling,

Unto the Lord did pray:

O tidings …

6. Now to the Lord sing praises,

All you within this place,

And with true love and brotherhood

Each other now embrace;

This holy tide of Christmas

All others doth deface:

O tidings …

## Missverständnisse
Oft wird in der ersten Zeile vor „merry“ ein falsches Komma gesetzt, als sei „merry gentlemen“ eine Anrede. Doch die Wörter rest und merry und insbesondere die Wendung to rest somebody merry hatten zur Entstehungszeit des Textes eine spezielle Bedeutung. Vor diesem Hintergrund ist die erste Zeile im Sinne von God make you joyful, gentlemen zu lesen, übersetzt also ‚Gott mache euch froh, ihr Herren‘ (und nicht ‚Gott verschone euch, ihr fröhlichen Herren‘).
Eine gelegentliche Verwechslung mit married gentlemen ‚verheiratete Herren‘ wird im englischen Sprachraum auch absichtlich als Parodie eingesetzt.

## Deutscher Text
Rolf Zuckowski unterlegte das Lied 1996 mit einem deutschen Text, das den Titel Silber und Gold trägt.
1998 unterlegte Manfred Siebald das Lied mit einem deutschen Text unter dem Titel Es wird nicht immer dunkel sein.